# Hervorming
Hervorming is het veranderen of reorganiseren van bijvoorbeeld een bestuur, het onderwijs of een ministerie. In tegenstelling tot revolutie is hervormen - vaak - een geleidelijk proces.
Een voorbeeld van hervormingen op politiek, sociaal en economisch vlak waren bijvoorbeeld de hervormingen van Kleisthenes in het oude Athene of de Gracchische hervormingen in de late Romeinse Republiek. Wanneer de staatsstructuur zelf wordt veranderd of gereorganiseerd, spreekt men van een staatshervorming.
Hervormingen kunnen ook op één specifieke sector of gebied van de maatschappij betrekking hebben, bijvoorbeeld landbouwhervormingen (Landbouwhervormingen van Stolypin) en onderwijshervormingen. Toch hebben deze hervormingen vaak ook een impact op de rest van de maatschappelijke structuren.
Op kerkelijk gebied kan hervorming verwijzen naar:
- de Gregoriaanse hervorming (ca. 1049 - 1122)
- de Reformatie of Hervorming (16e eeuw)
- de Contrareformatie of Katholieke hervorming (16e en 17e eeuw)